# Cantonul Nozeroy
Cantonul Nozeroy este un canton din arondismentul Lons-le-Saunier, departamentul Jura, regiunea Franche-Comté, Franța.

## Comune
- Arsure-Arsurette
- Bief-du-Fourg
- Billecul
- Censeau
- Cerniébaud
- Charency
- Communailles-en-Montagne
- Conte
- Cuvier
- Doye
- Esserval-Combe
- Esserval-Tartre
- La Favière
- Fraroz
- Gillois
- La Latette
- Longcochon
- Mièges
- Mignovillard
- Molpré
- Mournans-Charbonny
- Nozeroy (reședință)
- Onglières
- Plénise
- Plénisette
- Rix